# Bukawa
Le bukawa (nom vernaculaire bugawac) est une des langues du golfe d'Huon, une langue austronésienne parlée en Papouasie-Nouvelle-Guinée, sur la côte nord-ouest, dans le golfe d'Huon (province de Morobe). La langue, proche du yabem, appartient à la branche malayo-polynésienne des langues austronésiennes.
Il est parlé par une dizaine de milliers de locuteurs (9 690 en 1978 selon K. McElhanon) dont 40 % sont monolingues.

## Phonologie
Les tableaux présentent la phonologie du bukawa.

### Voyelles
|         | Antérieure        | Centrale | Postérieure |
| ------- | ----------------- | -------- | ----------- |
| Fermée  | i [i]             |          | u [u]       |
| Moyenne | e [e] ø [ø] ɛ [ɛ] |          | o [o] ɔ [ɔ] |
| Ouverte |                   | a [a]    |             |

### Consonnes
|              |            | Bilabiales        | Alvéolaires | Alvéolaires | Dorsales | Dorsales          | Glottales |
| ------------ | ---------- | ----------------- | ----------- | ----------- | -------- | ----------------- | --------- |
| Centrales    | Latérales  | Bilabiales        | Palatales   | Vélaires    |          |                   | Glottales |
| Occlusives   | Sourde     | p [p]             | t [t]       |             |          | k [k]             | ʔ [ʔ]     |
| Occlusives   | Labio-vél. | pʷ [pʷ]           |             |             |          | kʷ [kʷ]           |           |
| Occlusives   | Prénasal.  | mb [m͡b] mbʷ [m͡bʷ] | nd [n͡d]     |             |          | ng [ŋ͡g] ngʷ [ŋ͡gʷ] |           |
| Fricative    | Sourde     |                   | s [s]       |             |          |                   | h [h]     |
| Fricative    | Prénasal.  |                   | ns [n͡s]     |             |          |                   |           |
| Nasale       | Simples    | m [m]             | n [n]       |             |          | ŋ [ŋ]             |           |
| Nasale       | Labialisée | mʷ [mʷ]           |             |             |          |                   |           |
| liquide      | Sourde     |                   |             | lh [lʰ]     |          |                   |           |
| liquide      | sonore     |                   |             | l [l]       |          |                   |           |
| Semi-voyelle | Sourde     | wh [wʰ]           |             |             | yh [jʰ]  |                   |           |
| Semi-voyelle | sonore     | w [w]             |             |             | y [j]    |                   |           |

## Écriture
| a | b  | c | d  | e | ê  | g | h | i | k |
| l | lh | m | n  | ŋ | o  | ô | ö | p | s |
| t | u  | w | wh | y | yh |   |   |   |   |

## Sources
- (en) William Eckermann, A descriptive grammar of the Bukawa language of the Morobe Province of Papua New Guinea, Canberra, Research School of Pacific and Asian Studies, Australian National University, coll. « Pacific Linguistics » (no 585), 2007, 225 p. (ISBN 978-0-85883-574-0, 0-85883-574-6 et 0-85883-574-6, présentation en ligne)
- (en) Malcolm D. Ross, « Tonogenesis in the North Huon Gulf Chain », dans Jerold A. Edmondson et Kenneth J. Gregerson, Tonality in Austronesian languages, Honolulu, University of Hawaii Press, coll. « Oceanic Linguistics Special Publications » (no 24), 1993, 133–153 p.